# 王浑 (贞陵亭侯)
王浑（3世紀—？），字长源，琅邪郡临沂县（今山东省临沂市）人，曹魏官员。

## 生平
王浑有才能和声望，历任尚书、凉州刺史，封贞陵亭侯。等到王浑在凉州刺史任内去世，王浑在姑臧很有名气，王浑之前做过官的九郡官吏赠送几百万钱助丧费，王浑的儿子王戎都推辞不接受。

## 其他
阮籍是王浑的朋友，当时两人都是担任尚书郎，王浑的儿子王戎虚龄才十五，跟随王浑在郎舍。王戎比阮籍年轻二十岁，而阮籍与他结交。阮籍每次见王浑，坐下还没安定，就说：“王戎清洁高尚，非你可比。与你说话，不如与阿戎交谈。”阮籍去见王戎，一定要耗费一整天才回去。

## 家庭

### 父亲
- 王雄，曹魏幽州刺史[6]

### 兄弟
- 王乂，曹魏平北将军[6]

### 子女
- 王戎，西晋司徒、安丰元侯[6]